# Campolina
Le Campolina est une race de chevaux de selle originaire du Brésil. Au début des années 1870, cette race fut créée à partir de croisements. Le Campolina est l'un des chevaux les plus présents au Brésil, et existe dans toutes les couleurs de robes. C'est un cheval d'allure, qui va l'amble.

## Dénomination

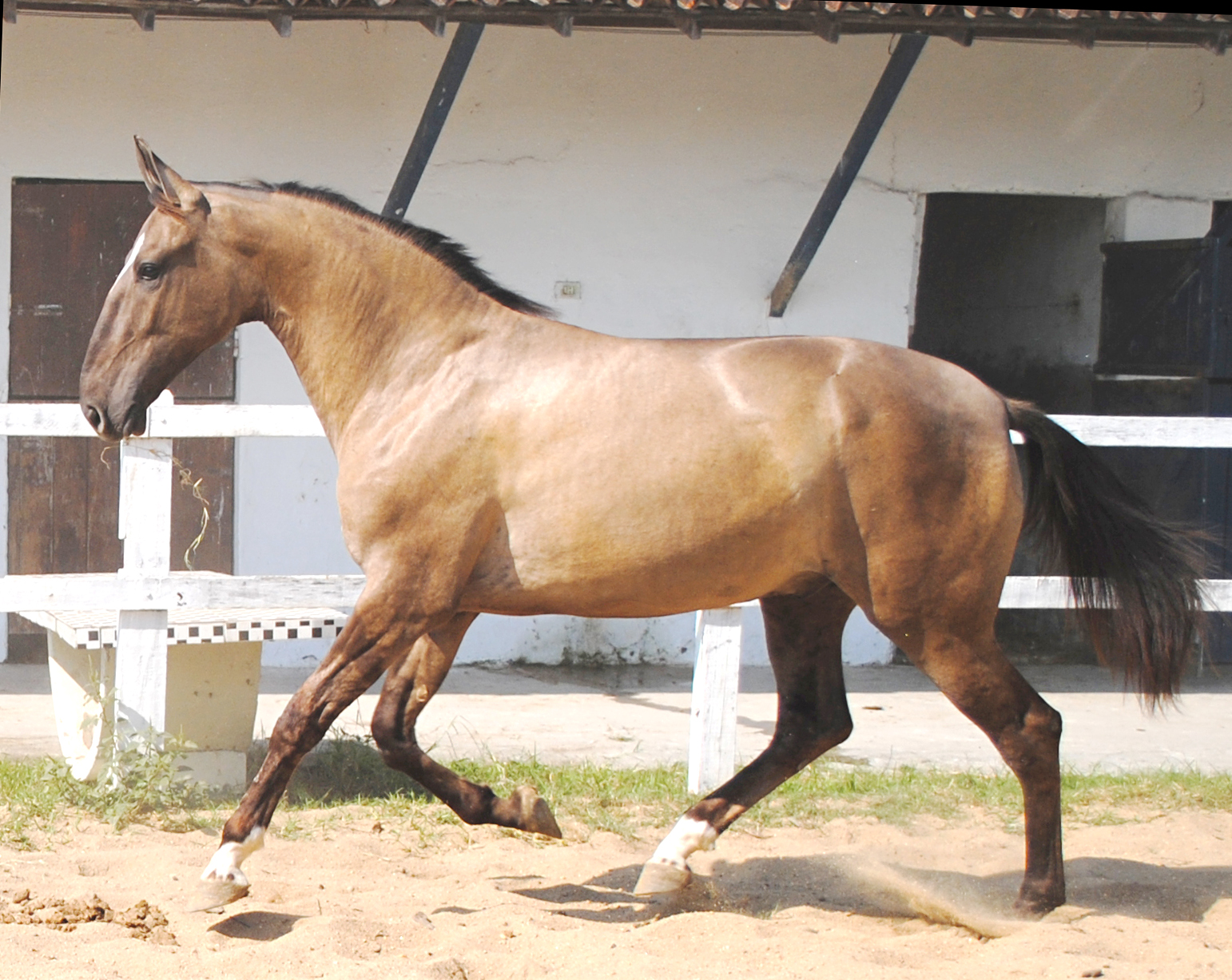
Jeune mâle Campolina.

Le Campolina doit son nom à Casianno Campolina, éleveur qui a développé cette race. C'est pourquoi, d'après l'écrivain Giacomo Giammatteo, la seule graphie juste du nom de cette race de chevaux fait appel à une initiale en lettre majuscule dans le mot Campolina, qui est issu d'un nom propre.

## Histoire
Son origine est obscure. La tradition orale des éleveurs de la race remonte à l'inauguration d'une liaison de chemin de fer par l'empereur Dom Pedro II, durant laquelle un éleveur du nom de Casianno Campolina fut chargé d'organiser les festivités, et reçut en récompense un étalon royal d'origine portugaise ou autrichienne, qui serait à l'origine de la race des Campolina. Une autre origine probablement légendaire évoque l'empereur Dom João VI. 
Cette origine remonte probablement à 1870, avec la naissance de Monarca, qui est considéré comme l'étalon fondateur de la race. Parmi les chevaux à l'origine du Campolina figurent des Criollo, Anglo-Normands, Holstein, American Saddlebred, Mangalarga, Clydesdale, Barbe, Andalou et Percheron,. Casianno Campolina sélectionne probablement ses chevaux sur la base de leur apparence physique et de leurs allures. Il meurt en 1904, son ami Joachim Pacheco reprend alors l'élevage. Il importe un étalon bai réputé pour la qualité de son pas, Golias, qui influence significativement la race, ainsi que deux étalons Pur-sang. Au début du XXe siècle, un profil hyperconvexe est considéré comme un défaut chez la race, de même qu'une croupe inclinée. Des croisements avec le Mangalarga marchador interviennent jusqu'en 1934, conduisant à donner au Campolina ses allures supplémentaires.
Le stud-book de la race est fermé en 1934, avec la création du standard. En 1938, le Professional Consortium of Campolina Horse Breeders est créé pour gérer le registre de la race. En 1951, l'organisation est renommée Campolina Breeders Association, et adopte un standard de race.

## Description

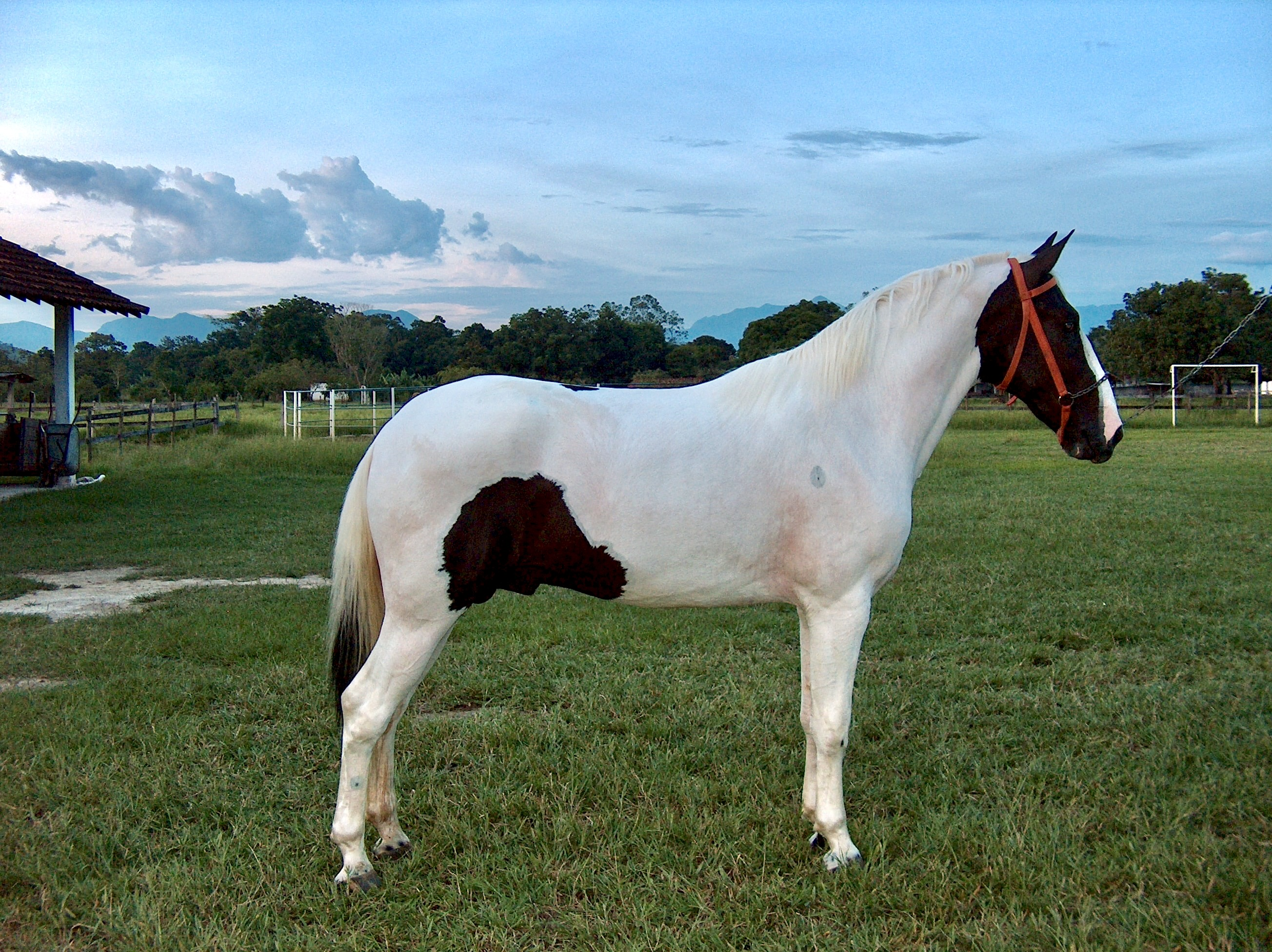
Un étalon pie de 2 ans

La taille de ces chevaux varie de 1,45 m à 1,52 m selon le guide Delachaux, de 1,40 m à 1,62 m selon CAB International.
Le caractère est docile et énergique.

### Morphologie

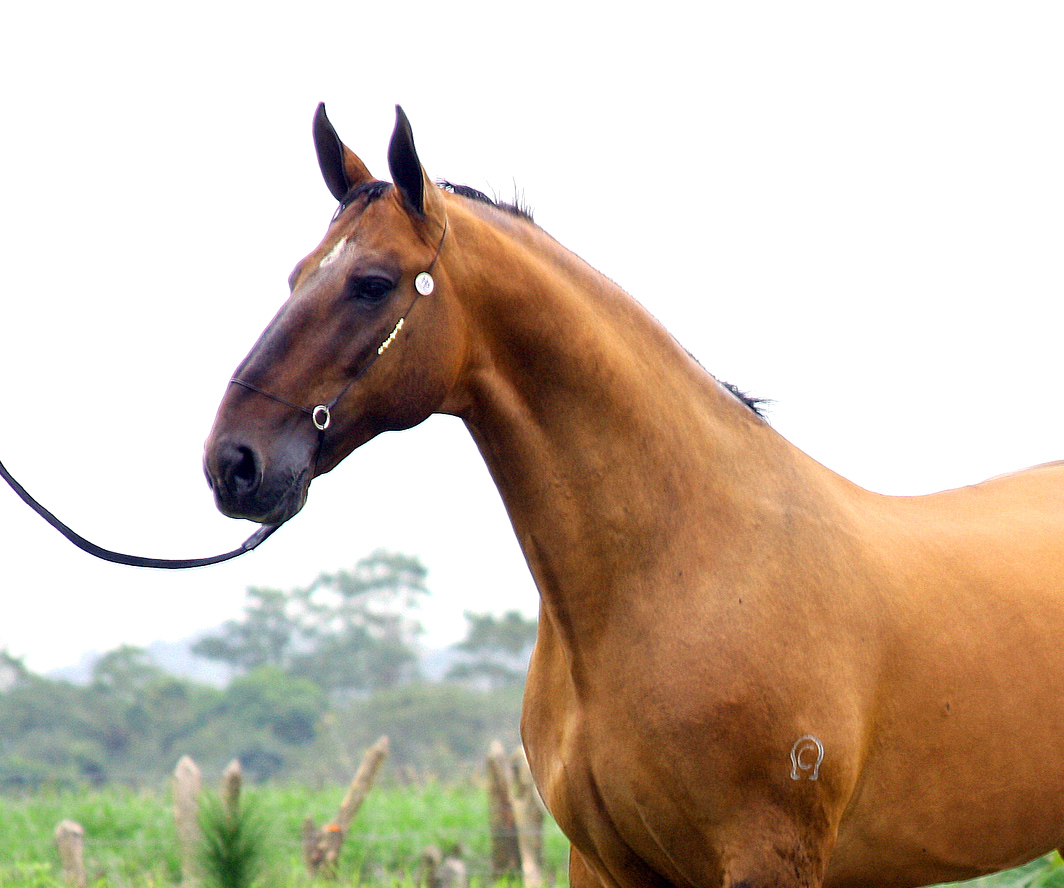
Profil de tête idéal d'un Campolina, vue de profil

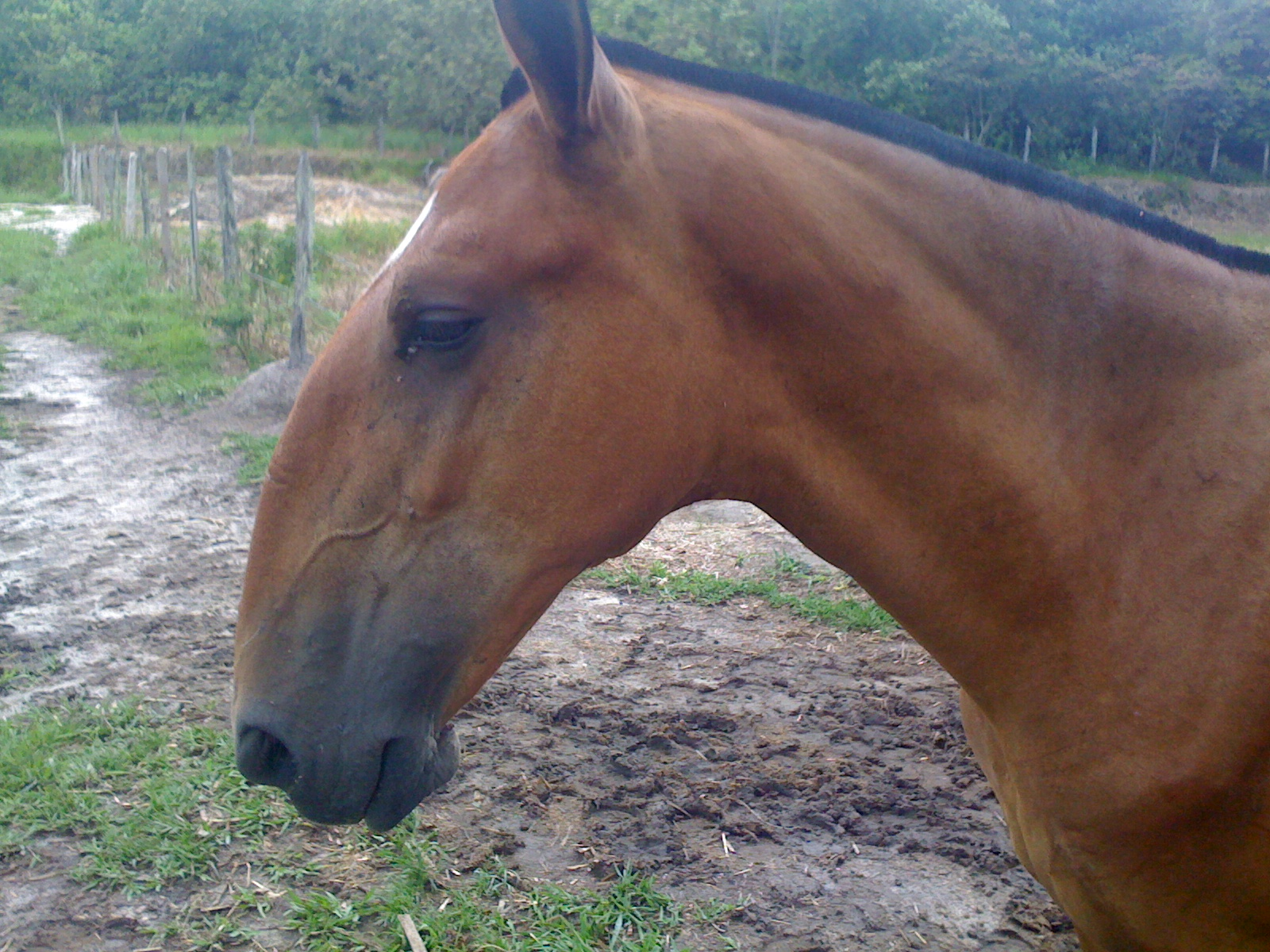
Une tête avec un profil hyperconvexe

La morphologie est légère, avec une apparence générale reflétant l'intelligence et l'expressivité, et une ossature solide. La tête du Campolina est très particulière, avec un profil souvent hyperconvexe, ce qui permet de reconnaître la race sans ambiguïté. Le regard doit être expressif ; les naseaux sont larges. L'encolure est arquée et musclée. Les épaules sont inclinées et longues. Le garrot est bien sorti et long. Le dos est long. La croupe est large, ronde, inclinée et musclée. Crinière et queue sont soyeuses.

### Robes
Toutes les robes sont possibles et acceptées,. La robe est généralement baie, alezane ou grise. Le pie et le rouan sont possibles. Les chevaux gris seraient les plus appréciés. Les autres couleurs incluent les robes avec gène Dun et buckskin. Des marques primitives comme la raie de mulet et des zébrures sur les membres peuvent être trouvées.

### Allures
Le Campolina est un cheval d'allures, puisqu'il va l'amble à 4 temps. Il est le plus répandu parmi les trois races de chevaux d'allures brésiliens, grâce à l'influence des races lourdes d'Europe du nord. L'amble rompu porte le nom de true marcha ou marcha verdadeira.
Le Campolina a fait l'objet d'une étude visant à déterminer la présence de la mutation du gène DMRT3 à l'origine des allures supplémentaire : l'étude de 18 sujets a permis de détecter la présence de cette mutation chez 88,9% d'entre eux, et l’existence de chevaux qui vont l'amble parmi la race.

## Utilisations
Le Campolina est apprécié en équitation de loisir, en particulier pour la randonnée équestre. Il est surtout monté pour les sports équestres, notamment en dressage. Il peut aussi servir à la traction légère.

## Diffusion de l'élevage
La majorité des effectifs se trouvent dans l'État de Minas Gerais, mais le Campolina est élevé dans tout le Brésil. La base de données DAD-IS indique que la race n'est pas menacée d'extinction, avec un effectif de 57 229 chevaux recensés en 2017. Le Campolina est très populaire au Brésil. Par ailleurs, l'ouvrage Equine Science (4e édition de 2012) le classe parmi les races de chevaux de selle peu connues au niveau international.

#### Ouvrages généralistes
- [Hendricks 2007] (en) Bonnie Lou Hendricks, International Encyclopedia of Horse Breeds, Norman, University of Oklahoma Press, 15 août 2007, 2e éd., 486 p. (ISBN 0-8061-3884-X, OCLC 154690199, lire en ligne), « Campolina », p. 96-98. .
- [Porter et al. 2016] (en) Valerie Porter, Lawrence Alderson, Stephen J. G. Hall et Dan Phillip Sponenberg, Mason's World Encyclopedia of Livestock Breeds and Breeding, CAB International, 9 mars 2016, 6e éd., 1 107 p. (ISBN 1-84593-466-0, OCLC 948839453), « Campolina », p. 449. .
- [Rousseau 2014] Élise Rousseau (ill. Yann Le Bris), Tous les chevaux du monde, Delachaux et Niestlé, septembre 2014, 544 p. (ISBN 2-603-01865-5), « Campolina », p. 502. .
- [Swinney et Swinney 2006] (en) Nicola Jane Swinney (ill. Bob Langrish), Horse Breeds of the World, Globe Pequot Press, 2006 (ISBN 1-59228-990-8, lire en ligne).